# Niels Clauson-Kaas
Niels Konrad Friedrich Wilhelm Clauson-Kaas (født 24. marts 1917 i Kiel, død 17. august 2003) var en dansk kemiker. Han opdagede den efter ham opkaldte Clauson-Kaas-Reaktion (de).
Niels Clauson-Kaas blev student fra Øregård Gymnasium. Han studerede ved Danmarks Tekniske Universitet, hvor han i 1940 modtog en kandidatgrad i kemi, hvorefter han tog en magistergrad ved Københavns Universitet, som han modtog i 1943. Herefter arbejdede Clauson-Kaas både med forskning på Københavns Universitet, ETH Zürich og Technion (Israel Institute of Technology) i Haifa samt i industrien på LEO Pharma, Sadolin & Holmblad og Titan.
Han grundlagde i 1956 firmaet NCK (Niels Clauson-Kaas A/S) i Farum og administrerede det frem til 1987. Laboratoriet specialiserede sig i at udarbejde fremstillingsmetoder af organiske forbindelser for andre virksomheder, specielt furankemi.
Han var formand for Kemisk Forening fra 1957 til 1959, modtog i 1963 Julius Thomsens guldmedalje, og blev æresdoktor ved Danmarks Tekniske Højskoles 150-års jubilæum i 1979. I 1987 blev han æresdoktor ved Københavns Universitet.